# Peugeot Type 153
La Peugeot Type 153 est une voiture du constructeur automobile français Peugeot, produite à 4 662 exemplaires de 1913 à 1924. 

## Historique
Ce modèle est produit en divers versions de carrosseries et de cylindrées, dont une version limousine carrossée par Henri Chapron.

Quelques modèles
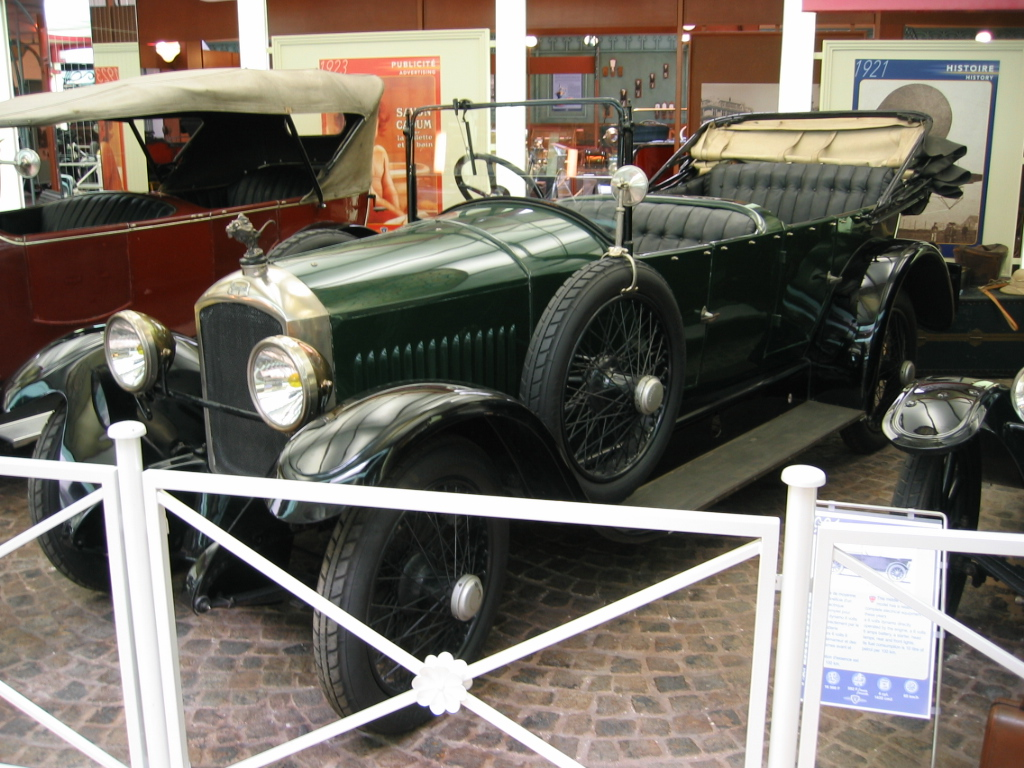
Type 153 BR Torpedo
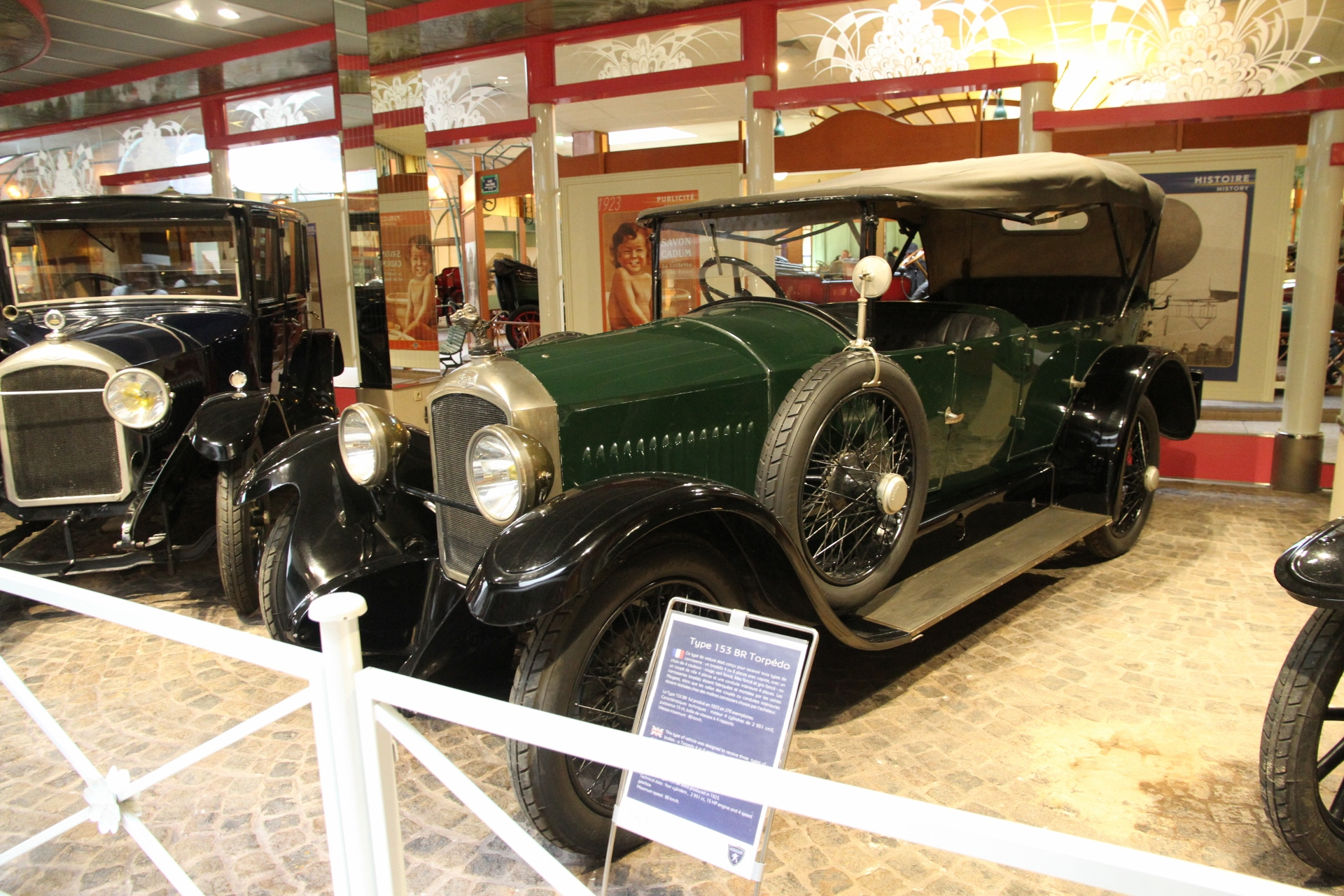
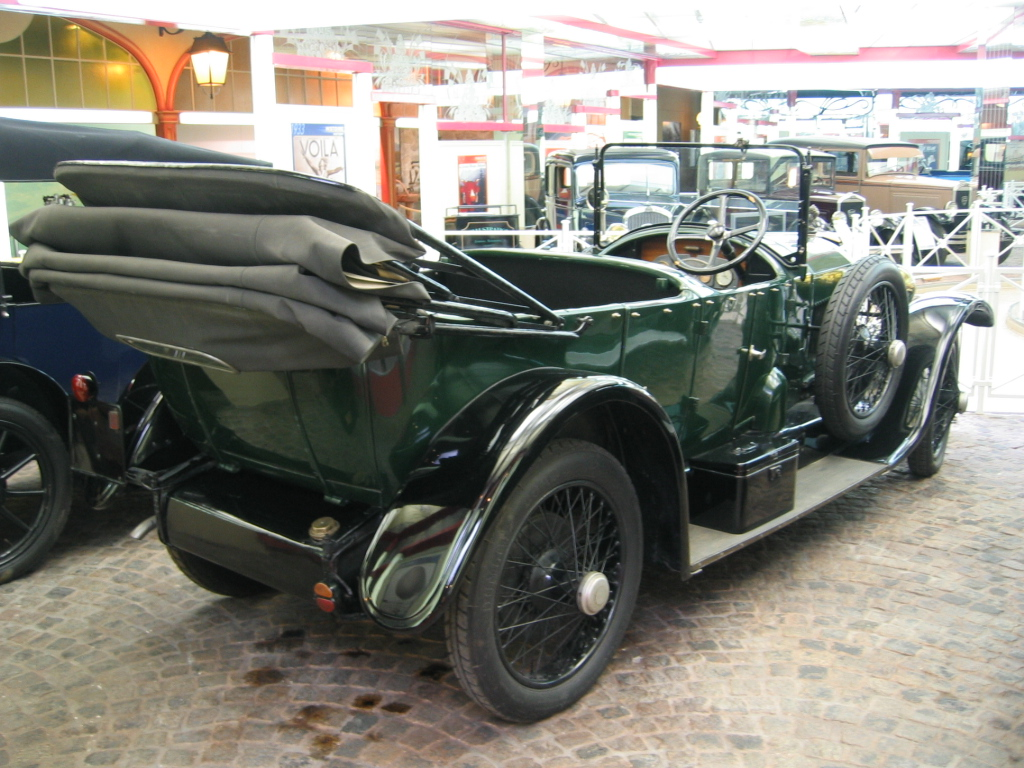

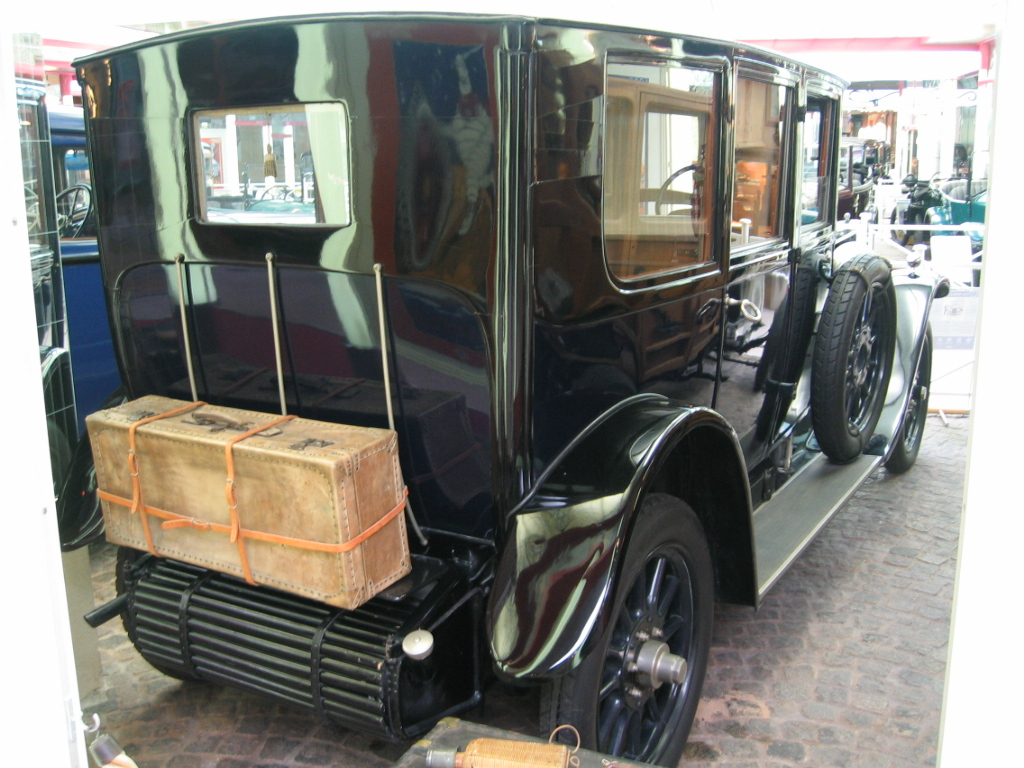
Type 153 BRA Limousine
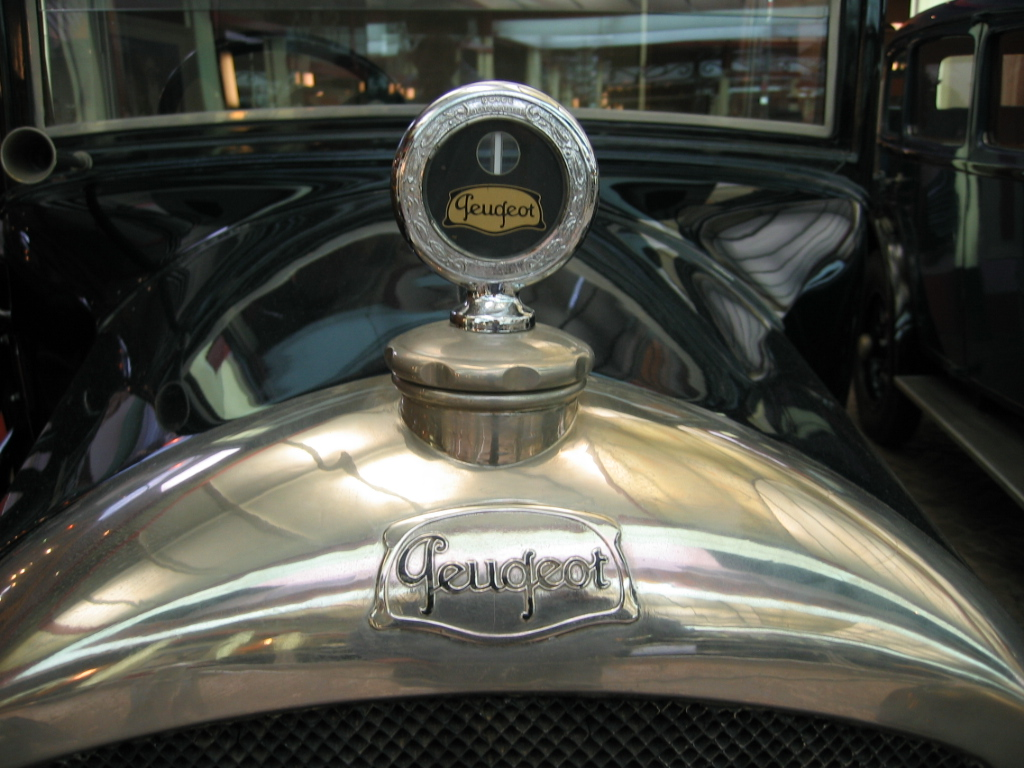
Bouchon de radiateur à thermomètre.
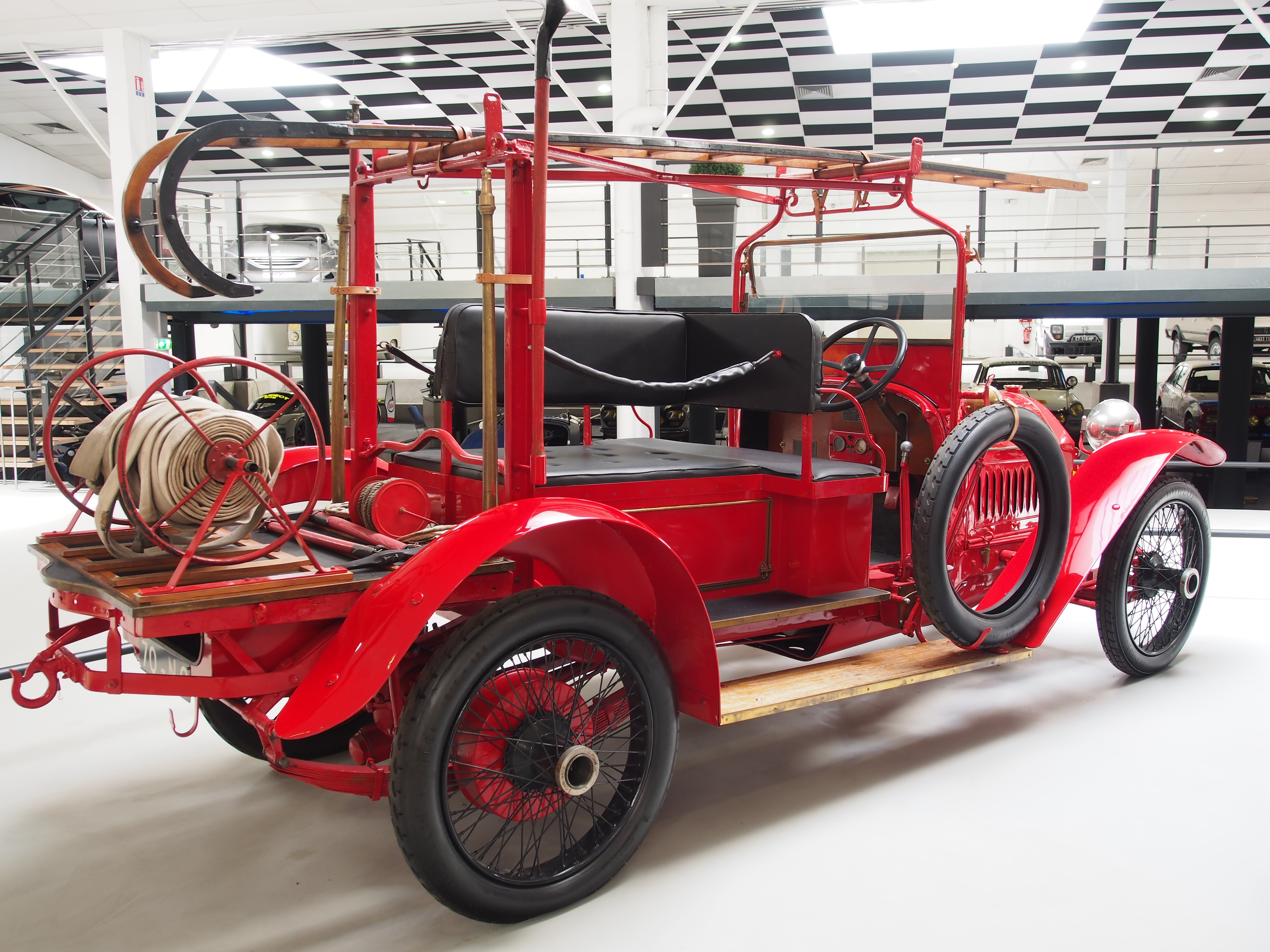
Fourgon d'incendie

Pendant la Première Guerre mondiale, l'Armée française adopte ce modèle en version torpédo, d'abord avec la réquisition de véhicules civils puis son inclusion dans le programme des fabrications de guerre en novembre 1917.